# Erhard Siedel
Erhard Siedel (* 1. November 1895 in Röhrsdorf; † 16. November 1979 in der Schweiz) war ein deutscher Schauspieler und Theaterregisseur.

Erhard Siedel

## Leben
Nach Schauspielunterricht begann er seine Bühnenlaufbahn 1915 am Albert-Theater in Dresden. In Berlin spielte er an der Volksbühne und am Deutschen Theater.
In Leipzig, am Deutschen Volkstheater in Wien unter Walter Bruno Iltz sowie später am Bayerischen Staatsschauspiel in München und in Zürich fungierte Siedel als Oberspielleiter. Ab den 1930er Jahren übernahm er zunehmend Filmrollen, in denen er oft skurrile Figuren darstellte. 
Anlässlich des 30. Januar 1938 verlieh im Adolf Hitler den Titel Staatsschauspieler.
Siedel stand 1944 in der Gottbegnadeten-Liste des Reichsministeriums für Volksaufklärung und Propaganda.
Seit 1954 stand er in Berlin auf der Bühne des Schillertheaters und des Schlossparktheaters, außerdem arbeitete er für den Rundfunk und als Bühnenautor.

## Filmografie
- 1919: Wenn das Leben nein sagt
- 1922: Der falsche Dimitry
- 1933: Das Lied der Sonne
- 1934: Die vier Musketiere
- 1935: April, April!
- 1935: Der eingebildete Kranke
- 1935: Der Ammenkönig
- 1936: Kater Lampe
- 1938: Das Geheimnis um Betty Bonn
- 1941: Venus vor Gericht
- 1941: Kameraden
- 1942: Kleine Residenz
- 1942: Der verkaufte Großvater
- 1943: Man rede mir nicht von Liebe
- 1944/49: Liebesheirat
- 1945: Wo ist Herr Belling? (unvollendet)
- 1947: Zwischen gestern und morgen
- 1948: Der Herr vom andern Stern
- 1948: Die Zeit mit Dir
- 1949: Die drei Dorfheiligen
- 1949: Das Geheimnis der roten Katze
- 1950: Alles für die Firma
- 1950: Die fidele Tankstelle
- 1950: Land der Sehnsucht
- 1951: Drei Kavaliere
- 1951: Eine Frau mit Herz
- 1956: Uns gefällt die Welt
- 1957: Jede Nacht in einem anderen Bett
- 1958: Mylord weiß sich zu helfen (Fernsehfilm)